# MetaCyc
MetaCyc - dostępna w Internecie, naukowo opracowana baza danych szlaków metabolicznych organizmów żywych. Zawiera informacje dotyczące ponad 1100 szlaków metabolicznych, występujących u ponad 1500 różnych organizmów opartych na sprawdzonych danych z literatury naukowej.
Ta naukowa baza danych została zapoczątkowana w 1999 roku przez Petera Karpa ze Stanford Research Institute.
MetaCyc przedstawia także dane nt. związków chemicznych, enzymów i genów. Ma wiele zastosowań naukowych w naukach biologicznych.
Informacje o enzymach zawierają informacje o ich budowie, kofaktorach, aktywatorach i inhibitorach, substratowej specyficzności i niekiedy także o stałych kinetycznych.
MetaCyc w mniejszym stopniu zajmuje się metabolizmem człowieka, a przede wszystkim dotyczy szlaków metabolicznych organizmów roślinnych i drobnoustrojów. Nie daje także podstaw do połączenia danych związanych ze szlakami metabolicznymi ze schorzeniami i zaburzeniami oraz zmianami w stężeniach metabolitów w tkankach czy komórkach.